# Hilara lacteipennis
Hilara lacteipennis är en tvåvingeart som beskrevs av Gabriel Strobl 1892. Hilara lacteipennis ingår i släktet Hilara och familjen dansflugor. Inga underarter finns listade i Catalogue of Life.